# Zenaidaduva

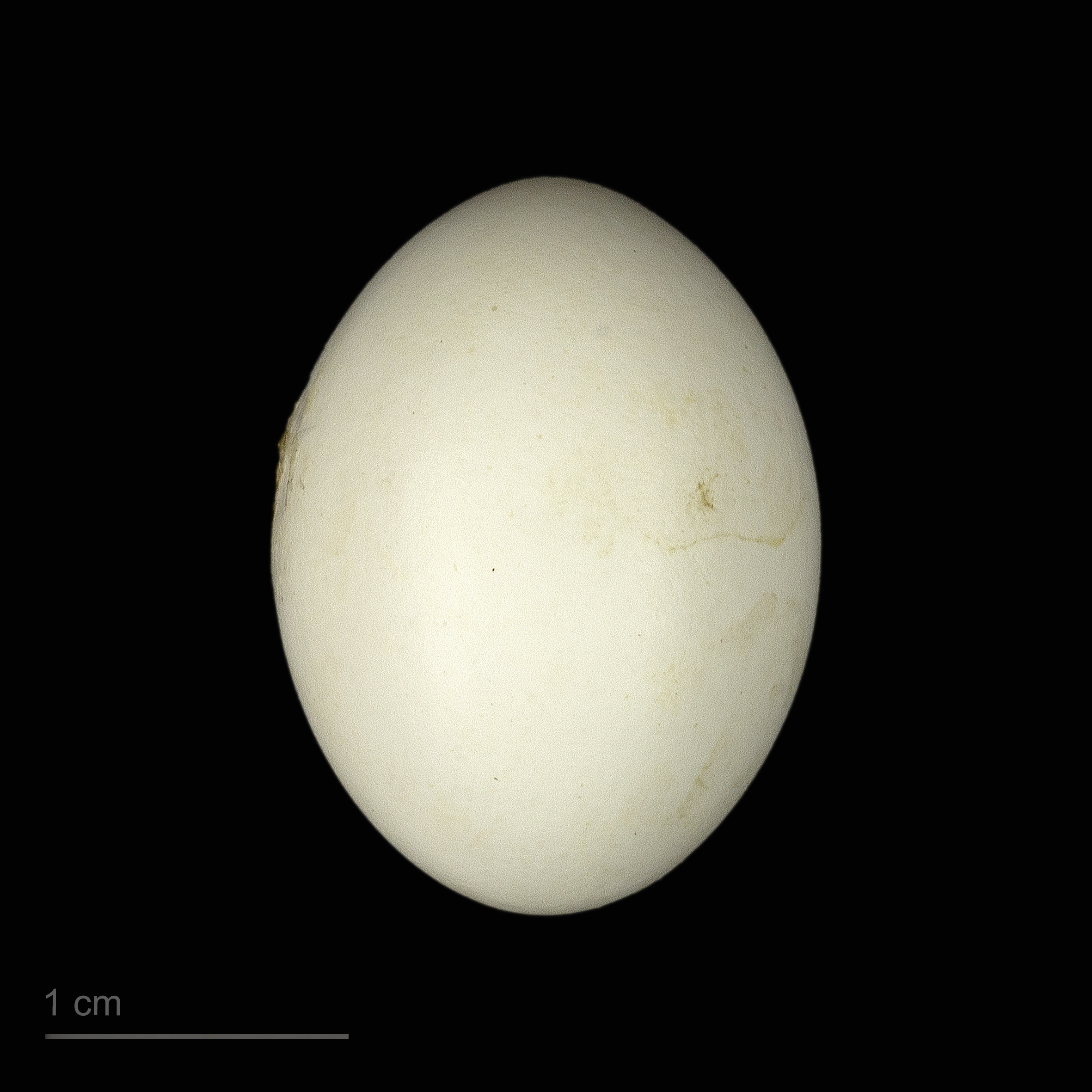
Zenaida aurita aurita

Zenaidaduva (Zenaida aurita) är en fågel i familjen duvor inom ordningen duvfåglar. Den förekommer huvudsakligen i Västindien.

## Utseende och läte
Zenaidaduvan är en medelstor (28–30,5 cm) brun duva. Karakteristiskt är en purpurglänsande fläck på halssidan och svarta fläckar på armpennorna, stjärtpennorna och bakom örontäckarna. Den liknar både spetsstjärtad duva och öronduva, men skiljer sig genom ett distinkt vitt band på yttre handpennorna som syns både i flykten och på sittande fågel. Sången som ofta hörs i gryningen liknar spetsstjärtad duva, ett sorgsamt "whoo’oOO...hu...hu...hu", men något ljusare och mer rytmiskt.

## Utbredning och systematik
Zenaidaduva delas in i tre underarter med följande utbredning:
- Zenaida aurita salvadorii – förekommer längs kusterna på norra Yucatánhalvön, Cozumel, Holbox och Isla Mujeres
- Zenaida aurita zenaida – förekommer på Bahamas, Stora Antillerna och Jungfruöarna
- Zenaida aurita aurita – förekommer på Små Antillerna (Anguilla till Grenada)

Status på Cozumel är oklar, om den häckar eller är tillfällig besökare. Tillfälligt har den mycket sällsynt påträffats i södra Florida, med endast åtta fynd sedan 1950-talet. En zenaidaduva som siktades i Azorerna i april 2017 tros ha nått dit med hjälp av ett fartyg.

## Levnadssätt
Zenaidaduvan hittas i låglänta områden i öppet skogslandskap, odlingsmark, buskmarker och mangroveträsk. Födan består av frukt och frön. Den bygger sitt bo i ett träd eller buske, eller där det finns få rovdjur även i en klippskreva eller direkt på marken. Den ses vanligen enstaka men kan forma flockar på hösten.

## Status och hot
Arten har ett stort utbredningsområde och en stor population med stabil utveckling. Utifrån dessa kriterier kategoriserar IUCN arten som livskraftig (LC).

## Namn
Fågelns svenska och artnamn tillika släktesnamnet hedrar Zénaïde Laetitia Julie Princesse Bonaparte (1801–1854), kusin och fru till franske ornitologen Charles Lucien Bonaparte, prins av Musignano och Canino, son till Lucien Bonaparte och därmed brorson till kejsar Napoleon I (1803-1857).

## I kulturen
Zenaidaduvan är den karibiska ön Anguillas nationalfågel.